# الاتحاد اللاهوتي الكاثوليكي
الاتحاد الكاثوليكي اللاهوتي (CTU) هو مدرسة دراسات عُليا كاثوليكية في اللاهوت تقع في شيكاغو، إلينوي، الولايات المتحدة. تأسس في هايد بارك في شيكاغو بوصفه اتحادًا لمدارس تابعة لثلاث مؤسسات رهبانية كاثوليكية، ومنذ ذلك الحين أصبح مدعومًا من قبل 23 مؤسسة. يُعدّ واحدًا من أكبر المعاهد الكاثوليكية العليا لدراسة اللاهوت في العالم الناطق بالإنجليزية، ويُعدّ رجالًا ونساءً للخدمة العلمانية والمُرسّمة في الكنيسة الكاثوليكية.

## التاريخ
تأسس في عام 1968، عندما قامت ثلاث رهبانيات كاثوليكية—الفرنسيسكان، والآلاميون، ورهبنة السيرفيت—بتوحيد برامجهم اللاهوتية المنفصلة لتشكيل مدرسة واحدة. ومنذ ذلك الحين، حصلت المؤسسة على دعم ثلاث وعشرين جماعة رهبانية.

## البرامج الأكاديمية
يُدار الاتحاد اللاهوتي الكاثوليكي ويعمل فيه رجال ونساء من الرهبان والعلمانيين. ويشكّل الطلاب الدوليون ما يقرب من ثلث عدد الطلاب.
المكتبة الرئيسية بالاتحاد هي مكتبة بول بيشتولد، التي سُمّيت باسم الرئيس المؤسس للاتحاد. من بين المجموعات المميزة في المكتبة: مجتمعات دينية كاثوليكية، والحوار المسكوني والديني، واللاهوت الرعوي.

### المنشورات
- مراجعة اللاهوت الجديد (NTR)
- ثيوفيلوس: مجلة طلاب الاتحاد الكاثوليكي اللاهوتي

## لاهوتيون وأعضاء هيئة تدريس بارزون
- كلود ماري باربور، باحث في الرسالة العالمية
- ستيفن ب. بيفانز، باحث في الرسالة والثقافة
- جون دومينيك كروسان، باحث في العهد الجديد
- إدوارد فولي، كابوتشيني، باحث في الروحانية، والطقوس، والموسيقى الطقسية
- جون جيفرسون غروس، باحث في الدراسات المسكونية المسيحية (عضو هيئة تدريس مساعد)
- ليزلي جي. هوب، باحث في العهد القديم
- دانيال ب. هوران، باحث في اللاهوت النظامي والروحانية
- كيفن جي. مادِيغن، باحث في تاريخ الكنيسة
- ستيفن ب. ميليز، أستاذ اللاهوت العام
- جون ت. بافليكوفسكي، باحث في الأخلاقيات الاجتماعية
- روبرت ج. شرايتر، باحث في اللاهوت والثقافة
- واين روبرت تيسديل، باحث وممارس في الحوار بين الأديان (عضو هيئة تدريس مساعد)
- زاكاري هايز (لاهوتي)، أستاذ اللاهوت النظامي

## خريجون بارزون
- البابا ليو الرابع عشر (ماجستير في اللاهوت عام 1982)، البابا الـ267